# Novotel
Novotel est une marque hôtelière détenue par le groupe Accor. Créée en 1967, Novotel se situe dans les centres-villes, les quartiers d’affaires et les destinations de loisirs. La marque propose également les Novotel Suites, une offre hôtelière d'appartements privatifs. Fin décembre 2021, Novotel compte plus de 550 hôtels dans 65 pays.

## Histoire

### 1967-1983: De Novotel à Accor
En 1967, convaincus par Bernardo Trujillo, Paul Dubrule et Gérard Pélisson appliquent le modèle américain de Holiday Inn pour ouvrir un premier Novotel à Lille,. Ce premier hôtel est un motel de 92 chambres situé à l'aéroport de Lille-Lesquin et baptisé le « motel tout électrique ». L’hôtel comprend plusieurs avantages dont la climatisation, un téléviseur dans les chambres, et un restaurant « Grill ».  L'appellation  « motel » des établissements Novotel vient des parkings gratuits que l'enseigne intègre systématiquement à ses établissements (stratégie également adoptée à cette époque par les enseignes de grande distribution), une nouveauté pour le marché français. Dès le début, Novotel mise sur la présence d'une offre de restauration au sein des Novotel pour différencier son offre.
En 1968, un deuxième Novotel ouvre à Colmar, et le lancement du chantier du troisième établissement Novotel à Marignane est lancé.
En janvier 1970, le groupe Novotel (Novotel Holding SA) est créé et doté d'un budget de 5 millions de francs pour développer Novotel hors de France. En 1972, Novotel ouvre son premier hôtel en Suisse, à Neuchâtel. En 1975, Novotel compte 60 hôtels en France et 13 en Europe, dont 6 en Pologne avec Orbis. Le groupe Novotel absorbe les hôtels Mercure. Novotel s'implante au Brésil en 1977, inaugure son 100e hôtel en 1978, et s'implante à Abu Dhabi la même année. En 1980, les hôtels Sofitel sont repris par le groupe Novotel. En 1981, Novotel rachète le Broadway Block Building à New York, où la chaîne opère déjà le Roosevelt Hotel sur Madison Avenue, et s'établit à Singapour. En 1981, le groupe Novotel compte 319 établissements et figure parmi les 10 premiers groupes hôteliers au monde.
En 1983, les groupes Novotel-SIEH et Jacques Borel International fusionnent. La nouvelle entité adopte la raison sociale Accor. Dès lors, la marque Novotel redevient une chaîne hôtelière à 100%, les activités groupe étant maintenant concentrées au sein d'Accor.

### 1983-2000: Recréer Novotel
En 1985, Accor acquiert le groupe Lenôtre, qui compose dès lors les menus des restaurants Novotel et forme ses chefs de cuisine. L’enseigne s'implante en Chine en 1987, en Australie en 1990, et en Russie en 1992.

### Années 2000: Montée en gamme
À la fin des années 1990, alors qu'Ibis cannibalise Novotel en périphérie, Novotel se tourne vers les centres-villes et se concentre sur une offre milieu de gamme plus soutenue. 
En avril 2004, Accor s'implante en Lituanie avec l'ouverture d'un Novotel à Vilnius, et ouvre un premier Novotel au Nigeria. En 2009, Accor s'implante à Taïwan avec l'ouverture du Novotel à l'aéroport de Taipei.

### 2010: De la standardisation à la personnalisation
En décembre 2013, Novotel inaugure l'ouverture de son 100e hôtel dans la zone Asie-Pacifique, et s'implante au Panama. En 2014, Accor vend les murs du Novotel New York, seul établissement de l'enseigne aux États-Unis.
En février 2016, le plus grand Novotel au monde ouvre ses portes à Madrid, suivi en mai 2017 du plus haut Novotel au monde à Londres. En juin 2018, Accor annonce son implémentation en Bolivie avec la construction d'un nouveau Novotel dans le pays.  En décembre 2018, Novotel ouvre son 20e établissement en Inde.
En mai 2019, Accor ouvre le Novotel Miami Brickell, le deuxième hôtel de l'enseigne aux États-Unis.

### Novotel Suites
En 2010, Accor intègre son réseau Suitehotel (lancé en 1998) à Novotel pour créer Suite Novotel, une offre d’appartements privatifs accompagnés de services hôteliers.
En 2016, Novotel Suites ouvre à Hanoï, son premier établissement dans la zone Asie-Pacifique. L'enseigne pose ses valises à Séoul en octobre 2017, puis à Shanghai en août 2018. En 2018, le Novotel Suites à Riyad est le seul hôtel du pays à être dirigé par une femme. Un Novotel Suites de 41 étages est programmé à Manille pour la fin 2019.

### Identité visuelle

Logo de Novotel entre 2000 et 2007
Logo de Novotel Hôtels entre 2007 et octobre 2015
Logo de Novotel Suite entre 2010 et 2015
Logo de Novotel entre 2015 et 2020
Logo de Novotel depuis 2020

## Description
Novotel est une marque hôtelière haut de gamme détenue par le groupe Accor. Novotel se situe dans les centres-villes, les quartiers d'affaires et les destinations de loisirs. Fin décembre 2021, Novotel compte plus de 550 hôtels dans 65 pays.
Novotel propose également les Novotel Suites, une offre hôtelière d'appartements privatifs.

## Établissements
| Année | Hôtels | Chambres |
| ----- | ------ | -------- |
| 2023  | 580    | 112 831  |
| 2022  | 564    | 109 382  |
| 2021  | 559    | 108 272  |
| 2020  | 542    | 105 559  |
| 2019  | 536    | 104 835  |
| 2018  | 527    | 102 795  |
| 2017  | 492    | 98 903   |
| 2016  | 464    | 92 843   |
| 2015  | 448    | 89 219   |
| 2014  | 428    | 83 340   |
| 2013  | 414    | 79 220   |
| 2012  | 401    | 76 383   |
| 2011  | 395    | 74 502   |
| 2010  | 394    | 74 117   |
| 2009  | 395    | 72 805   |
| 2008  | 395    | 71 872   |
| 2007  | 393    | 71 456   |
| 2006  | 387    | 69 234   |
| 2005  | 397    | 70 373   |
| 2004  | 398    | 29 255   |
|       |        |          |
| 1974  | 69     | 7 270    |
| 1973  | 43     | 4 696    |
| 1972  | 23     | 2 244    |
| 1971  | 14     | 1 427    |
| 1970  | 5      | 568      |
| 1969  | 2      | 152      |

## Communication
En 1999, Novotel devient le sponsor officiel de l'Open de France de golf qui est renommé Novotel Perrier Open de France. 
En 2006, Novotel devient sponsor du club de football de l'Olympique lyonnais pour une durée de 5 ans.